# 가산면 (칠곡군)
가산면(架山面)은 대한민국 경상북도 칠곡군 북동부에 위치한 면이다.

## 개요
가산면은 1914년 행정구역 개편 때 가산산성(架山山城)의 이름을 따서 가산(架山)이라고 하였다.

## 역사
- 1895년(조선 고종 32년) 6월 23일 칠곡군(漆谷郡), 인동군(仁同郡)으로 개편되었다.
- 1896년(건양 원년) 칠곡군 동북면, 인동군 동면으로 개편되었다.
- 1914년 4월 1일 인동군이 칠곡군에 통합되어, 칠곡군 가산면으로 통합되었다.
- 1987년 1월 1일 선산군 장천면 석우동을 칠곡군 가산면에 편입하였다.
- 1987년 1월 1일 칠곡군 가산면 신장리를 선산군 장천면에 편입하였다.
- 1998년 5월 1일 가산면 하판리를 송학리로 개칭하였다.

## 행정 구역
- 다부리
- 금화리
- 가산리
- 응추리
- 용수리
- 천평리
- 송학리
- 심곡리
- 학하리
- 학상리
- 학산리
- 석우리

## 교육 기관
- 다부초등학교 (다부리)
- 가산초등학교 (천평리)
  - 하판분교 (폐교) - 가산면 인동가산로 1021 (송학리)
  - 동창분교 (폐교) - 가산면 가산로 891 (가산리)
  - 선석분교 (폐교) - 가산면 석우2길 34 (석우리)
- 학림초등학교 (학하리)
- 대구예술대학교

## 관련 드라마
- 로드 넘버원 (2010년)